# Coryphantha pycnacantha
Coryphantha pycnacantha, conocida comúnmente como biznaga partida chiche de burro, es una especie de planta suculenta perteneciente al género Coryphantha, dentro de la familia Cactaceae. Es endémica de México (concretamente de los estados mexicanos de Hidalgo, Puebla, Tlaxcala, Veracruz y Oaxaca).

## Descripción

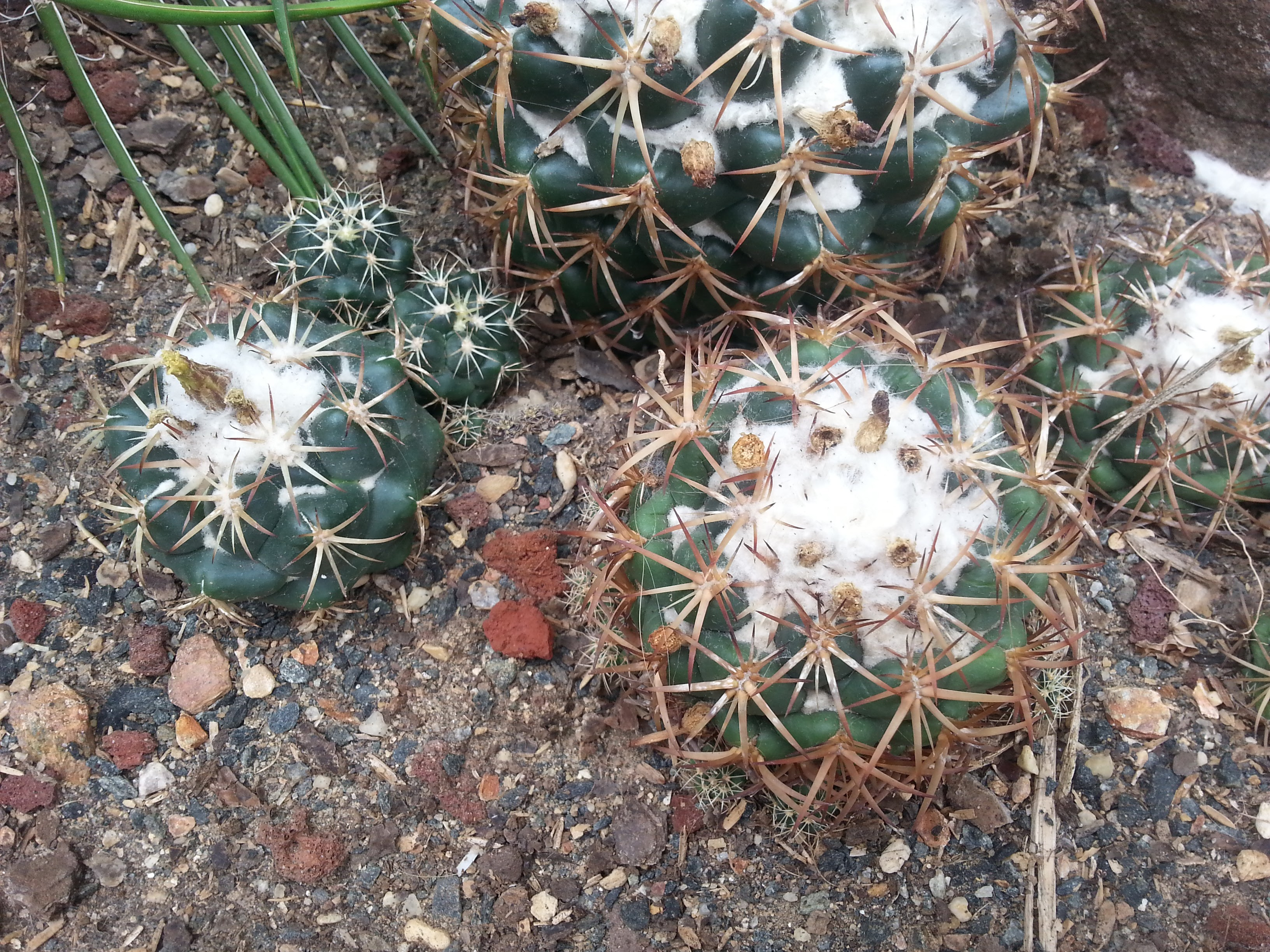
Detalle del ápice lanoso

Coryphantha pycnacantha es una especie de cactus que puede crecer tanto de forma solitaria como formando grupos. Los tallos van de esféricos a cilíndricos cortos, con la epidermis de color verde azulado a verde opaco. Miden de 5 a 9 cm de altura, alcanzan diámetros de 5 a 7 cm y a menudo se confunde con Coryphantha retusa. Tienen el ápice redondeado y muy lanoso. 
Los tallos están cubiertos de tubérculos cónicos y tienen la base en forma de romboide. Se disponen en series de 5 a 8 y miden hasta 2,5 cm de largo. Presentan un surco profundo y lanoso. Sus axilas tienen lana blanca y es más densa en la parte superior. 
En la punta de los tubérculos se asientan areolas circulares u ovaladas, lanudas en su juventud y de hasta 2 mm de diámetro. Presentan de 2 a 4 espinas centrales ligeramente curvadas y en forma de aguja, de 1,3 a 1,9 de largo. Inicialmente son de color blanco o amarillo con la punta más oscura y se vuelven grises con la edad. También tienen de 8 a 15 espinas radiales ligeramente curvadas. Miden de 0,8 a 1,8 cm de largo y aunque inicialmente son de color blanquecino a amarillo, se vuelven grises con el paso del tiempo.
Las flores tienen forma de campana y son de color amarillo blanquecino a amarillo limón. Miden hasta 4 cm de largo y alcanzan diámetros de 5 cm. Florece entre junio y septiembre. Los frutos son jugosos, alargados y de color verde. Miden hasta 2,4 cm de largo y tienen un diámetro de 1,3 cm.

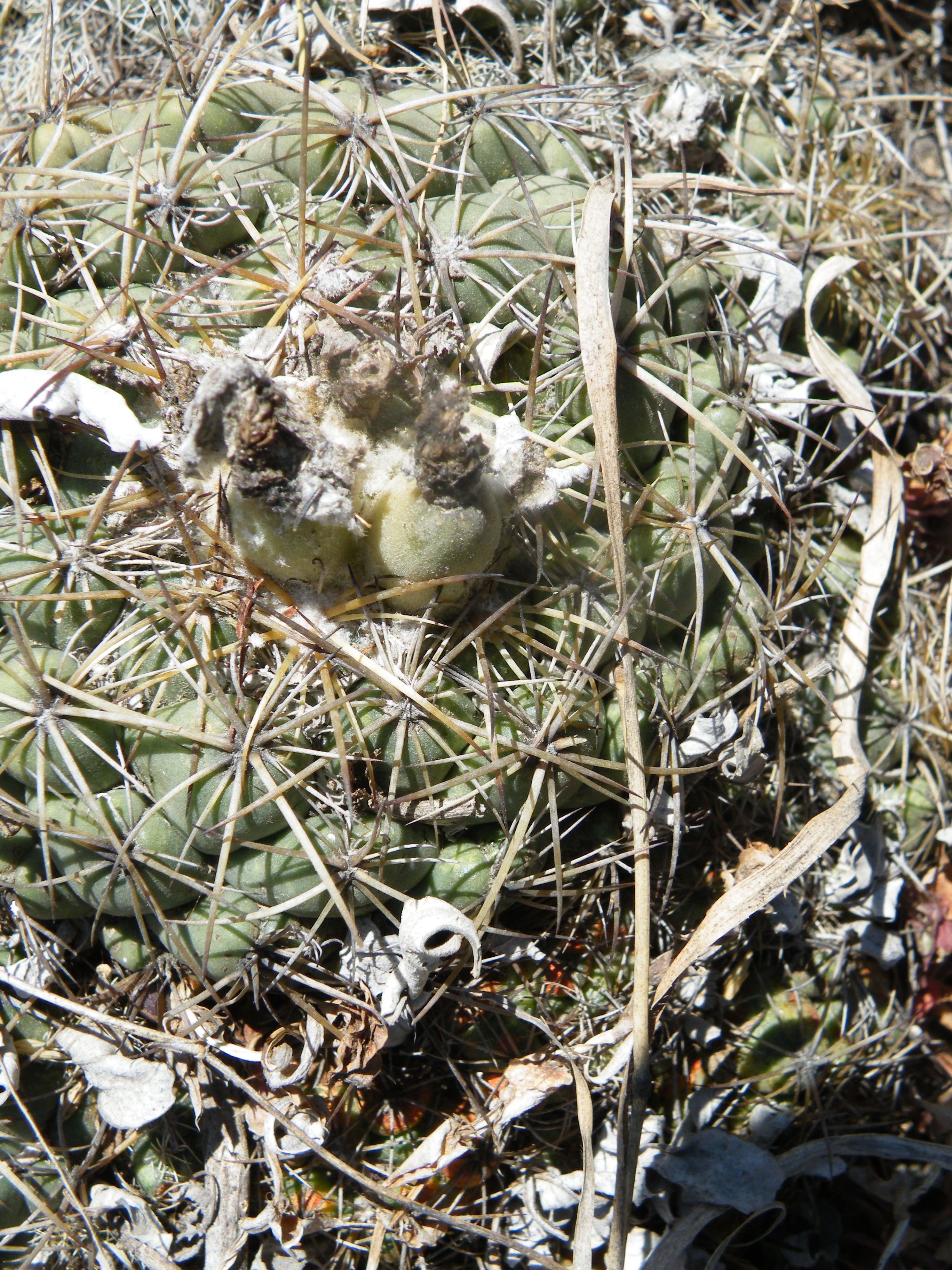
Detalle del fruto

## Distribución y hábitat
El área de distribución nativa de esta especie es México (concretamente en los estados mexicanos de Hidalgo, Puebla, Tlaxcala, Veracruz y Oaxaca) y crece principalmente en biomas desérticos o de matorral seco.
Habita en campos planos de lava y pastizales, a altitudes de 1400 a 2100 metros sobre el nivel del mar.

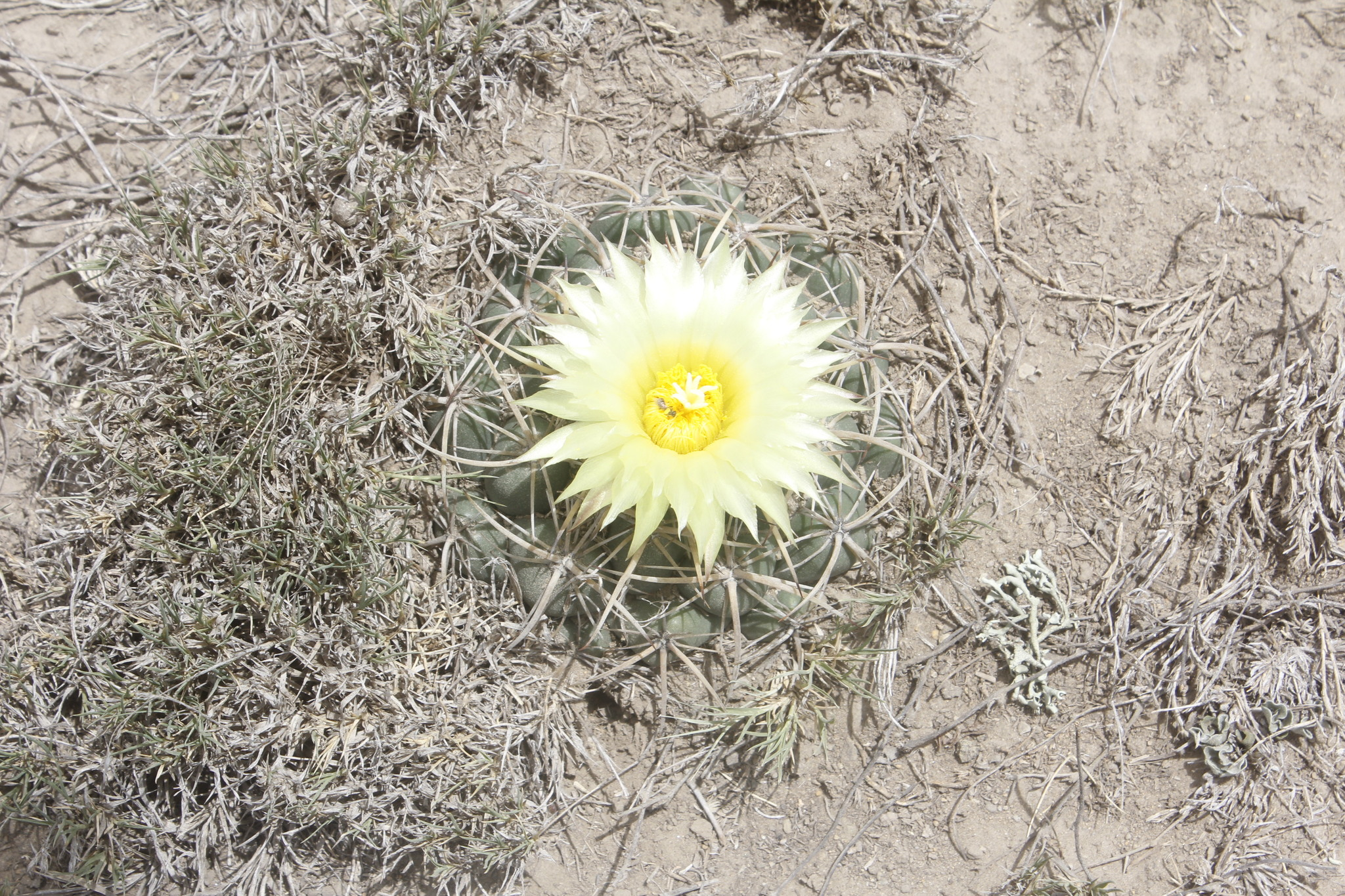
Planta en su hábitat

## Taxonomía
La primera descripción de esta especie fue como Mammillaria pycnacantha, publicada en 1829 por el botánico alemán Carl Friedrich Philipp von Martius en la revista ilustrada Nova Acta Physico-medica 16 (1): 325.
Posteriormente, el botánico francés Charles Lemaire colocó la especie en el género Coryphantha, pasando a llamarse Coryphantha pycnacantha y anotando estos cambios en el libro Les Cactées: 35 en el año 1868.
Etimología
- Coryphantha: nombre genérico que deriva del griego coryphe (que significa 'cima' o 'cabeza'), y anthos (que significa 'flor'), haciendo referencia a que las flores aparecen en el ápice de los tallos.
- pycnacantha: epíteto específico que deriva del griego y que significa "con espinas densas".[6]

Sinonimia
- Cactus acanthostephes Kuntze, 1891
- Cactus latimamma (DC.) Kuntze, 1891
- Cactus pycnacanthus (Mart.) Kuntze, 1891
- Cactus scepontocentrus (Lem.) Kuntze, 1891
- Cactus winkleri (Poselg.) Kuntze, 1891
- Coryphantha acanthostephes Lem., 1868
- Coryphantha andreae (J.A.Purpus & Boed.) A.Berger, 1929
- Coryphantha conimamma (Linke) A.Berger, 1929
- Coryphantha connivens Britton & Rose, 1923
- Coryphantha pycnacantha var. calipensis U.Guzmán, 1997
- Coryphantha pycnacantha subsp. sniceri (Halda, Kupčák & Sladk.) Halda, Kupčák & Sladk., 2002
- Echinocactus acanthostephes Poselg., 1853
- Echinocactus pycnacanthus Poselg., 1853
- Echinocactus radiatus Pfeiff., 1837
- Echinocactus winkleri Poselg., 1853
- Escobaria sniceri Halda, Kupčák & Sladk., 2000
- Mammillaria acanthostephes Lehm., 1835
- Mammillaria andreae J.A.Purpus & Boed., 1928
- Mammillaria conimamma Linke, 1857
- Mammillaria latimamma DC., 1828
- Mammillaria latimamma var. spinosior Monv. ex Salm-Dyck, 1845
- Mammillaria pycnacantha Mart., 1829
- Mammillaria scepontocentra Lem., 1839
- Mammillaria winkleri (Poselg.) C.F.Först., 1847

## Estado de conservación

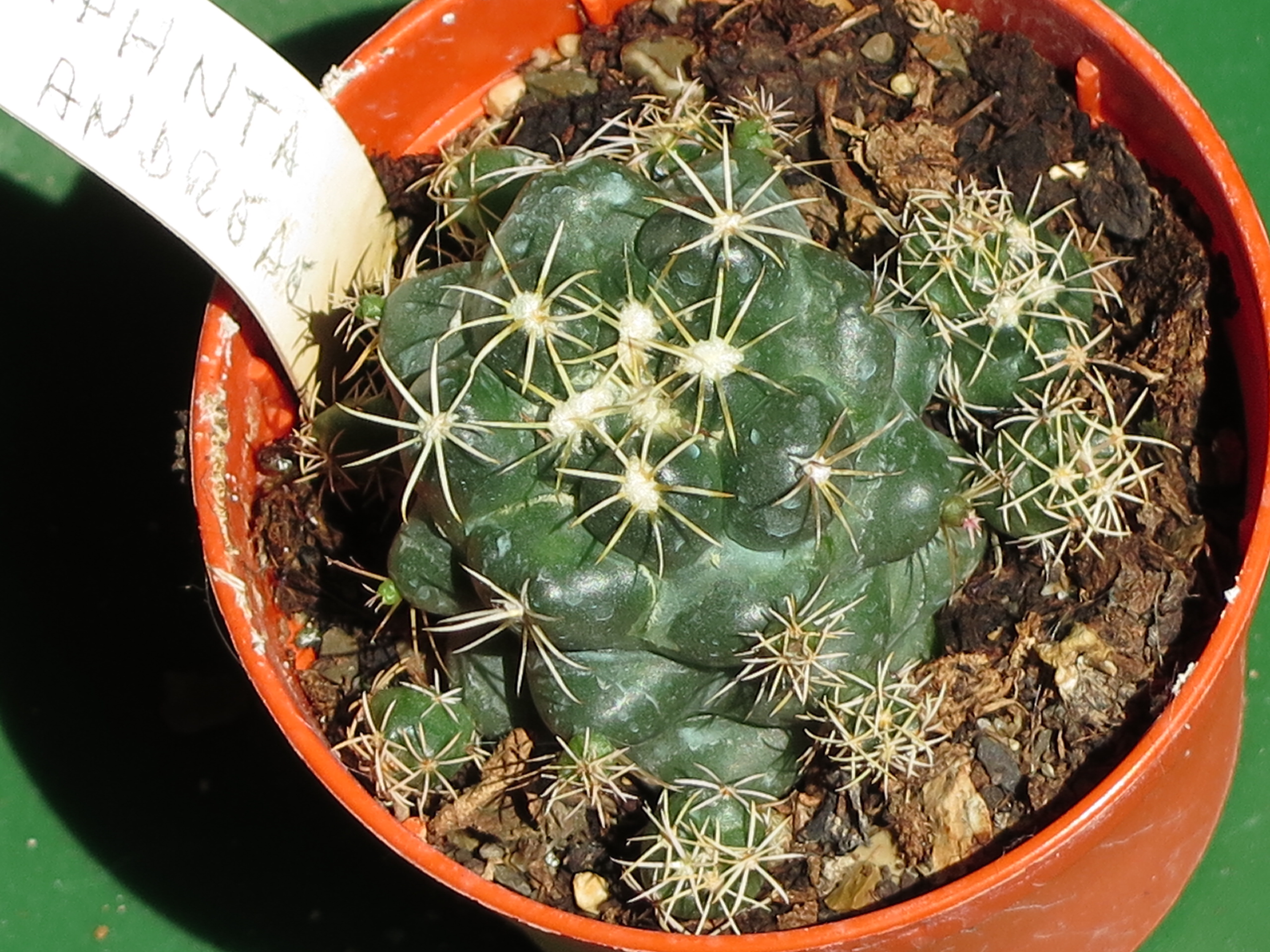
Cultivo en maceta

En la Lista Roja de Especies Amenazadas de la UICN, la especie está clasificada como de “En Peligro (EN)”. 
La principal amenaza que sufre la especie es la pérdida de hábitat por la agricultura. Por lo que la mayoría de las poblaciones se localizan en áreas muy pequeñas a lo largo de vías ferroviarias, vertederos de basura y otras áreas perturbadas.

## Usos
Se cultiva principalmente como planta ornamental y su propagación se realiza a través de semillas. Es sensible al exceso de riego (propenso a la pudrición), por lo que hay que cultivarlo en un sustrato con buen drenaje. Es de crecimiento lento, ya que necesita de 8 a 12 años para alcanzar su porte típico y definido. Se desarrolla mejor a pleno Sol y se estresa con poca luz, lo que podría resultar en un crecimiento deficiente y una forma poco natural.